# Josefa zu Fürstenberg-Weitra

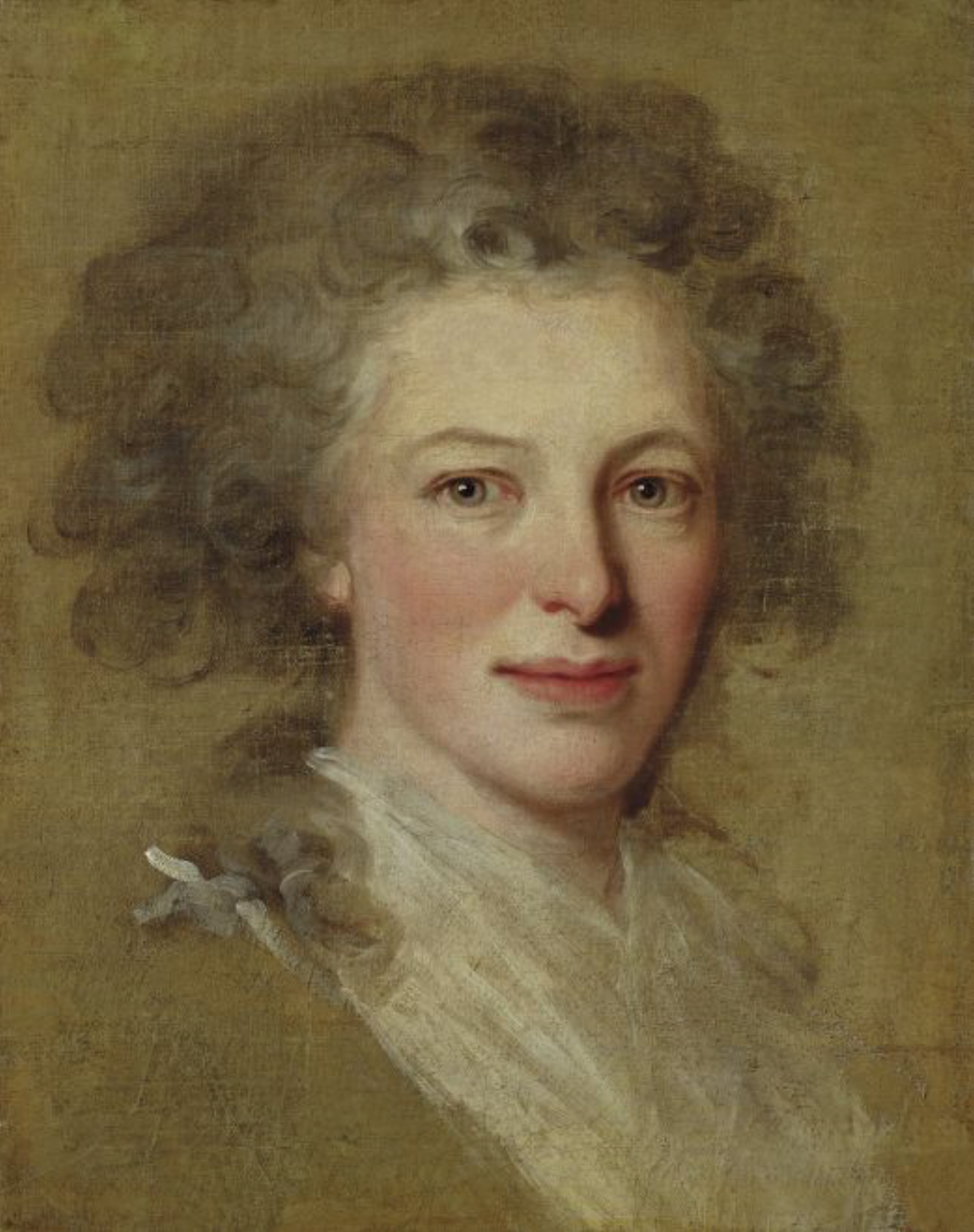
Johann Baptist von Lampi: Josefa zu Fürstenberg-Weitra

Landgräfin Maria Josefa Sophie zu Fürstenberg-Weitra (* 21. Juni 1776 in Wien; † 23. Februar 1848 ebenda) war eine Fürstin von und zu Liechtenstein und entstammte dem schwäbischen Adelsgeschlecht Fürstenberg.

## Leben und Familie
Sie wurde als Tochter von Landgraf Joachim Egon zu Fürstenberg-Weitra und seiner Frau Gräfin Sophia Theresia zu Oettingen-Wallerstein in Wien geboren. Am 12. April 1792 heiratete sie in Wien den Oberst Prinz Johann I. Josef von und zu Liechtenstein, ab 1805 Fürst und Regent des Hauses Liechtenstein. Das Paar hatte dreizehn Kinder:
- Leopoldine Maria Josepha (11. September 1793 – 28. Juli 1808); Grabstätte: Wranau
- Alois II. Josef (26. Mai 1796 – 12. November 1858), heiratete 1831 Gräfin Franziska Kinsky von Wchinitz und Tettau
- Sophie Maria Josepha (Wien 5. September 1798 – 17. Juni 1869 ebenda), heiratete 1817 Vinzenz Graf Esterhàzy Baron zu Galántha († 1835); Fürstin Esterházy war Hofdame von Kaiserin Elisabeth und wurde in den „Sissy“-Filmen verewigt (dargestellt von Helene Lauterböck); Grabstätte: Wranau
- Marie Josephine (Wien 11. Januar 1800 – 13. Juni 1884 ebenda); Grabstätte: Ischl
- Franz de Paula Joachim Josef (Wien 25. Februar 1802 – 31. März 1887 ebenda), K.u.K. Feldmarschallleutnant, heiratete 1841 Julia Gräfin Potocki; Urgroßeltern von Franz Josef II. (1906–1989) und Stammeltern des heutigen Fürstenhauses; Grabstätte: Wranau
- Karl Johann Anton (Wien 14. Juni 1803 – 12. Oktober 1871 Ischl), 1806–1813 nominell Regent des Fürstentums; heiratete 1836 Rosalie Gräfin von Grünne, verwitwete Gräfin von Schönfeld (3. März 1805 – 20. April 1841); Grabstätte: Neulengbach
- Klothilde (19. April 1804 – 27. Januar 1807 Wien); Grabstätte: Wranau
- Henriette (Hermanestec 1. April 1806 – 15. Juni 1886 Ischl), heiratete 1825 József Graf Hunyady von Kéthely (1801–1869); Grabstätte: Ischl?
- Friedrich (21. September 1807 – 1. Mai 1885 Wien), heiratete 1848 die k.u.k. Kammersängerin Sophie Löwe (24. März 1811 – 28. September 1866); Grabstätte: Wranau
- Eduard Franz Ludwig (22. Februar 1809 Wien – 27. Juni 1864 Karlsbad), heiratete 1839 Honoria Gräfin Chonloniewska verw. Kowniacki (1. August 1813 – 1. September 1869); Grabstätte: Wranau
- August (Ludwig) Ignaz (Wien 22. April 1810 – 27. Mai 1824 ebenda); Grabstätte: Wranau
- Ida Leopoldine Sophie (Eisgrub 12. September 1811 – 27. Juni 1884 Wien), heiratete 1832 Karl Fürst Paar (1806–1881); Grabstätte: Bechyne
- Rudolf (Wien 5. Oktober 1816 – 19. Juni 1848 in Vincenza durch Verwundung)

## Beziehung zu Beethoven
Fürstin Josefa ist die Widmungsempfängerin von Ludwig van Beethovens Klaviersonate op. 27 Nr. 1 „Quasi una fantasia“, die 1801 im Druck erschien.

## Grabstätte

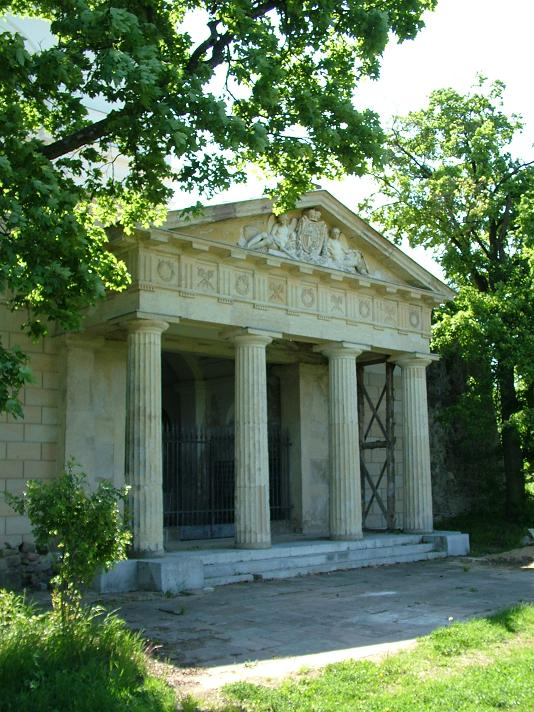
Liechtenstein-Gruft in Wranau

Fürstin Josefa wurde 1848 an der Seite ihres Gatten Johann I. in der von ihm erbauten Neuen Gruft der liechtensteinischen Familiengruft in Wranau, nördlich Brünn, beigesetzt.